# Crotalaria spectabilis
Crotalaria spectabilis (Roth) és una espècie de fabàcia originària de l'Índia i que en alguns llocs com els Estats Units es va introduir com adob verd. Com la majoria de les lleguminoses fa la fixació del nitrogen atmosfèric i es considera que forma sòl. Tanmateix és verinosa per la ramaderia i al sud-oest dels Estats Units ha esdevingut una espècie invasora
A Espanya figura dins la llista de plantes de venda regulada.
Conté l'alcaloide monocrotalina el qual s'ha usat experimentalment per induir hipertensió pulmonar en animals de laboratori.